# Gainesboro (Tennessee)
Gainesboro es un pueblo ubicado en el condado de Jackson en el estado estadounidense de Tennessee. En el Censo de 2010 tenía una población de 962 habitantes y una densidad poblacional de 209,14 personas por km².

## Geografía
Gainesboro se encuentra ubicado en las coordenadas 36°21′48″N 85°38′55″O / 36.36333, -85.64861. Según la Oficina del Censo de los Estados Unidos, Gainesboro tiene una superficie total de 4.6 km², de la cual 4.01 km² corresponden a tierra firme y (12.84%) 0.59 km² es agua.

## Demografía
Según el censo de 2010, había 962 personas residiendo en Gainesboro. La densidad de población era de 209,14 hab./km². De los 962 habitantes, Gainesboro estaba compuesto por el 98.96% blancos, el 0.42% eran afroamericanos, el 0.1% eran amerindios, el 0.1% eran asiáticos, el 0% eran isleños del Pacífico, el 0.1% eran de otras razas y el 0.31% pertenecían a dos o más razas. Del total de la población el 0.52% eran hispanos o latinos de cualquier raza.